# Mangrove Creek Dam
Mangrove Creek Dam är en dammbyggnad i Australien. Den ligger i kommunen Gosford Shire och delstaten New South Wales, i den sydöstra delen av landet, omkring 72 kilometer norr om delstatshuvudstaden Sydney.
Runt Mangrove Creek Dam är det ganska tätbefolkat, med 166 invånare per kvadratkilometer.. Närmaste större samhälle är Mangrove Mountain, omkring 12 kilometer sydost om Mangrove Creek Dam.
I omgivningarna runt Mangrove Creek Dam växer i huvudsak städsegrön lövskog. Genomsnittlig årsnederbörd är 1 286 millimeter. Den regnigaste månaden är februari, med i genomsnitt 201 mm nederbörd, och den torraste är juli, med 36 mm nederbörd.